# حشره‌خوار نیومکزیکو
 حشره‌خوار نیومکزیکو (نام علمی: Sorex neomexicanus) نام یک گونه از سرده حشره‌خوارهای دم‌دراز است.